# Zgorzelec
För den tyska delen av staden, se Görlitz.
Zgorzelec [zgɔ'ʐɛlɛʦ] (fil), tyska: Görlitz, högsorbiska: Zhorjelc, är en stad i sydvästra Polen och den polska grannstaden till den tyska staden Görlitz, belägen på den östra stranden av den tysk-polska gränsfloden Lausitzer Neisse i den polska delen av Oberlausitz. Staden är huvudort i distriktet Powiat zgorzelecki i Nedre Schlesiens vojvodskap. Den polska delen av staden hade 31 716 invånare i juni 2014 och utgör administrativt en stadskommun.

## Geografi

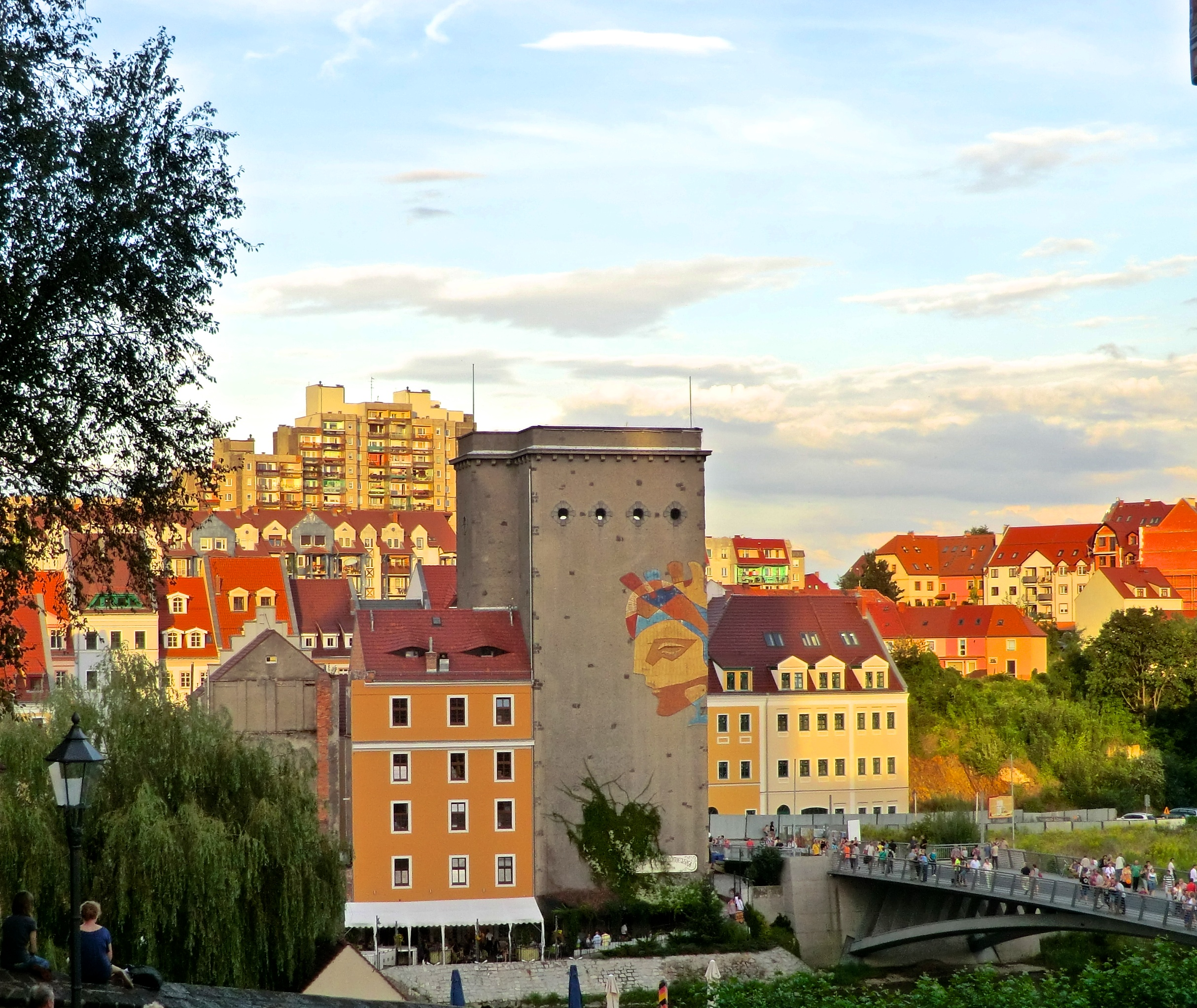
Gångbron mellan Görlitz och Zgorzelec med kvarnen.

Staden ligger på den östra stranden av floden Lausitzer Neisse, som här bryter genom bergen på gränsen mellan Lausitz och Böhmen. Nordost om staden ligger ett större skogsområde. Den 15:e meridianen korsar stadens område, och stadens soltid sammanfaller därmed med centraleuropeisk tid under vinterhalvåret. På gatan ulica Daszyńskiego finns en stenlagd markering i gatan som visar meridianens sträckning. De närmaste större städerna är Cottbus i Tyskland, omkring 80 kilometer åt nordväst, Legnica i Polen 80 kilometer österut, och Liberec i Tjeckien, omkring 50 kilometer söderut.
Staden omringas på den polska sidan av gränsen helt i norr, öster och söder av Gmina Zgorzelec, Zgorzelecs landskommun, som är administrativt självständig från Zgorzelecs stad.

## Historia

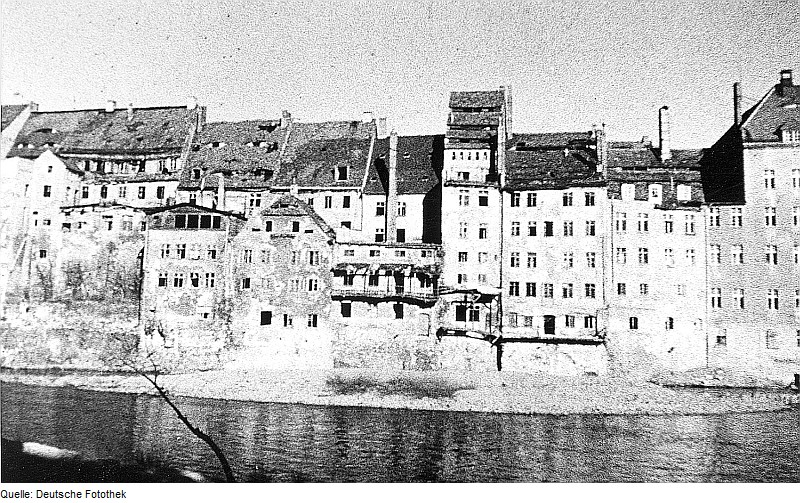
Foto mot östra flodstranden omkring 1958. Den historiska bebyggelsen vid östra flodstranden skadades i andra världskriget och revs delvis i slutet av 1950-talet.

För stadens historia före 1945, se Görlitz.
Den medeltida staden Görlitz låg till största delen på västra sidan av floden, med en mindre förstad utanför stadsmurarna på den östra sidan av bron över floden. Bebyggelsen på östra sidan av Lausitzer Neisse expanderade kraftigt i slutet av 1800-talet, och stora delar av den äldre bebyggelsen härrör från Gründerzeit-epoken. Här fanns också stadens stora militärförläggning. Den äldsta bebyggelsen omkring det gamla brofästet vid kvarnen revs till större delen på 1950-talet, efter att ha skadats i andra världskriget och i samband med sprängningen av bron 1945.
Fram till 1945 var Zgorzelec de östra stadsdelarna i staden Görlitz, men vid Potsdamöverenskommelsen efter det andra världskriget delades staden vid Lausitzer Neisse. Den östra delen av staden tillföll Polen och blev därmed en egen stad. Zgorzelecs tyska befolkning tvångsförflyttades över gränsen och bosatte sig på den tyska sidan av staden eller i andra delar av Tyskland.
Zgorzelec återbefolkades under 1940- och 1950-talen med inflyttade bosättare från centrala och södra Polen, samt flyktingar från de tidigare polska områdena öster om Curzonlinjen. Staden var centrum i Polen för mottagandet av grekiska och makedonska politiska flyktingar från grekiska inbördeskriget under åren 1949-1950. Fram till att dessa kunde återvända på 1980-talet hade staden en betydande grekisk minoritet, och fortfarande finns en grekisk-ortodox församling i staden.
Sedan Polens medlemskap i EU 2004 och i Schengenområdet 2008 har de två grannstäderna åter knutits närmare varandra, bland annat genom anläggandet av en ny gångbro. Under 2000-talet har även den historiska bebyggelsen vid floden delvis återskapats.

## Kultur och sevärdheter

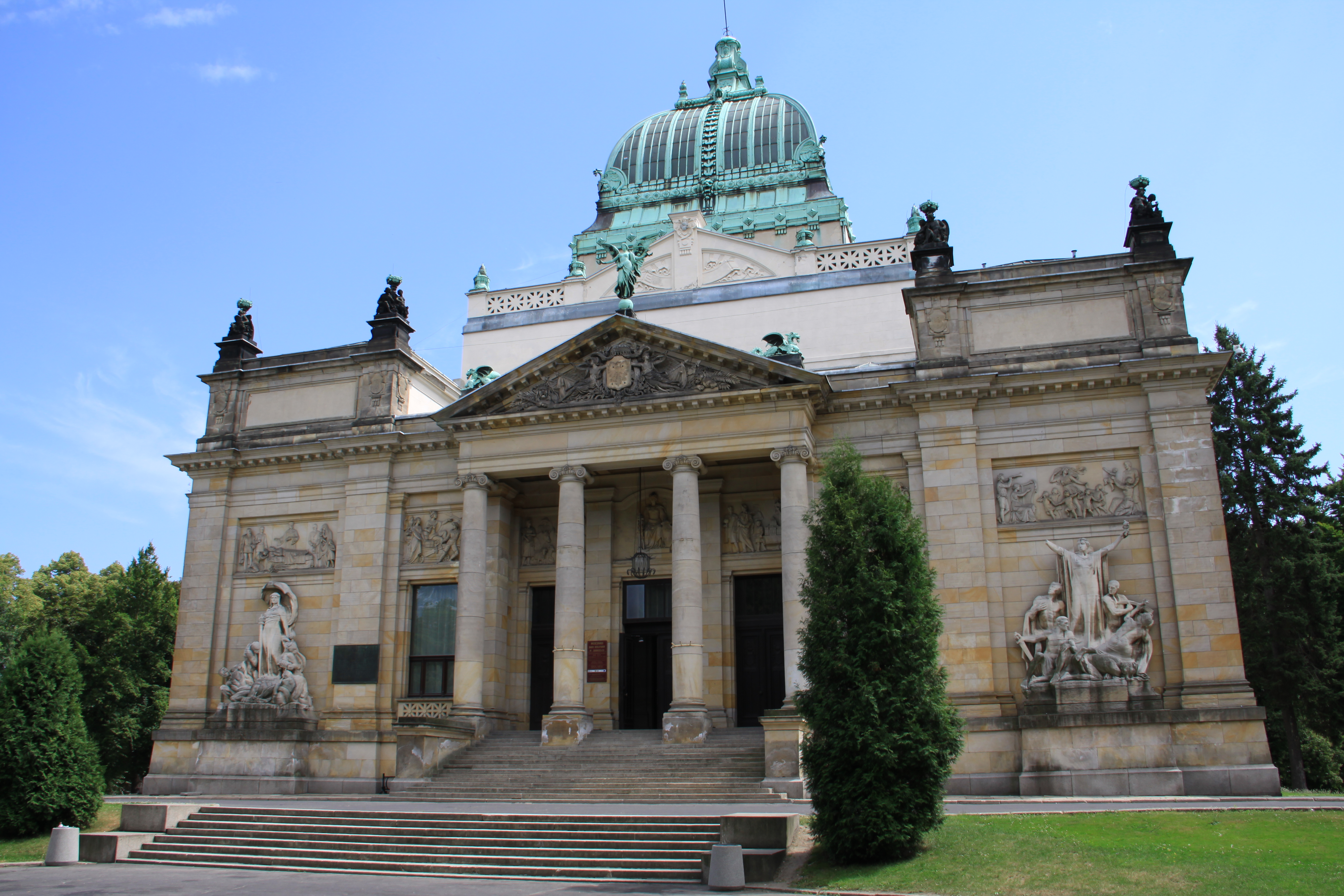
Kulturhuset

Stadens kulturhus är inrymt i den tidigare Oberlausitzer Gedenkhalle, som ursprungligen uppfördes till minne av kejsarna Vilhelm I och Fredrik III av Tyskland. 1904-1945 inrymde byggnaden Oberlausitz kulturhistoriska museum. Idag används byggnaden bland annat för utställningar, teateruppsättningar och konserter. Här hålls även gemensamma mötessessioner för städernas kommunfullmäktige. 
Många arrangemang på polska eller med polsk textning uppförs också på scenerna i den tyska grannstaden.
Vid Lausitzer Neisse ligger Lausitzmuseet, som behandlar det polska Oberlausitz kultur och historia. Det angränsande Jakob Böhme-huset har en utställning om den tyske filosofen och mystikern Jakob Böhme, som bodde i detta hus mellan 1599 och 1610.
Gångbron Altstadtbrücke över Lausitzer Neisse sammanbinder staden med Görlitz historiska stadskärna. I anslutning till det östra brofästet ligger stadens kvarn, med den karakteristiska mosaikprydda silon från 1938, och det rekonstruerade Posttorget, med en kopia av den kursachsiska postkolonnen.

## Sport
Stadens mest framgångsrika idrottslag är basketlaget Turów Zgorzelec, vars herrlag spelar i Euroleague och högsta basketligan i Polen.

## Näringsliv
Stadens viktigaste arbetsgivare finns bland annat inom maskinbygge- och livsmedelsbranschen. Många invånare i staden pendlar också till Turóws kolkraftverk och kolbrottet i Bogatynia, omkring 25 kilometer söderut. Stadens näringsliv påverkas också av närheten till Tyskland och gränshandeln, och det finns ett stort antal butiker och bensinstationer som huvudsakligen riktar sig till tyska gränsresenärer.

## Kommunikationer

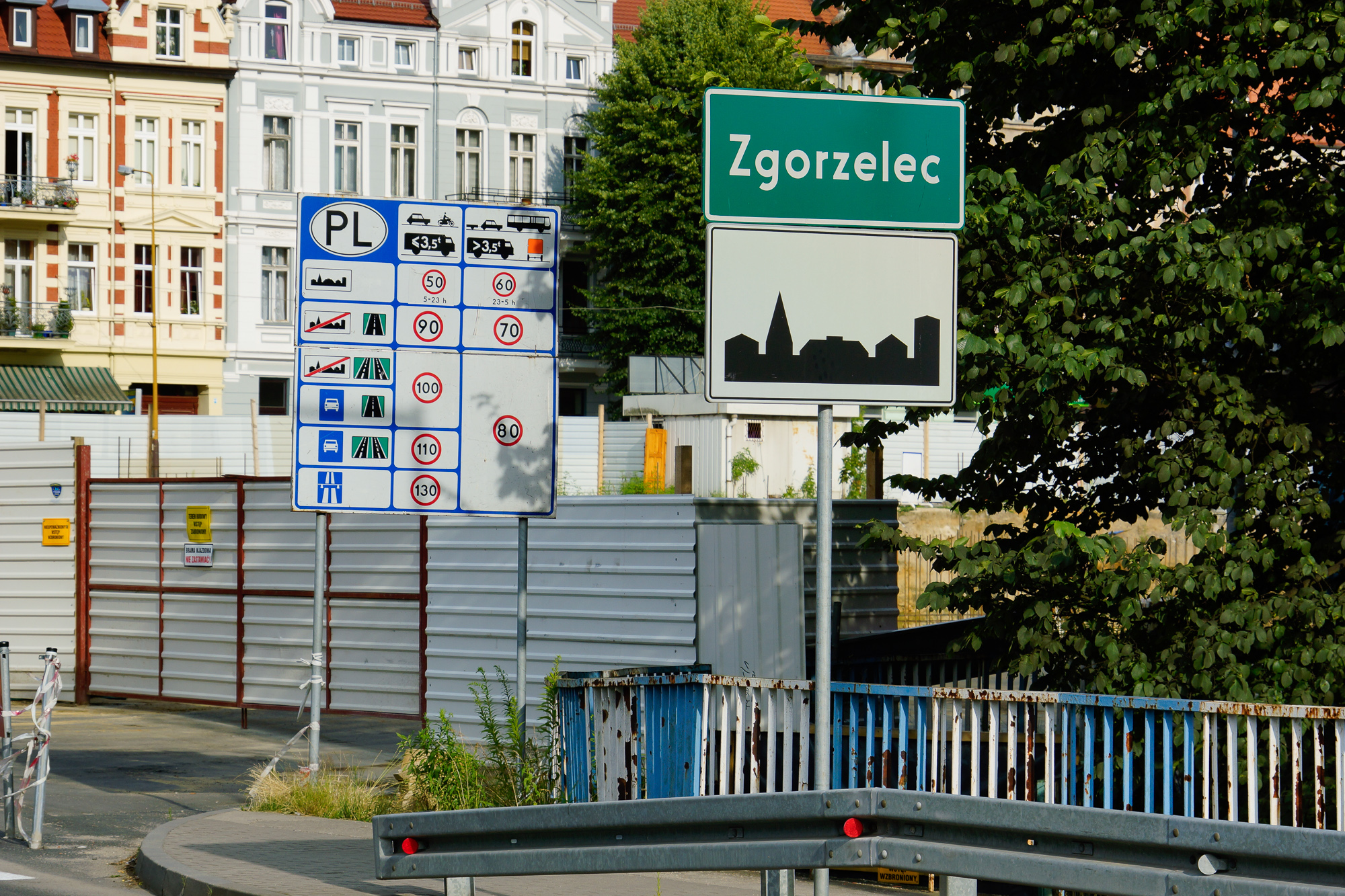
Infartsskylt vid Johannes Paulus II-brons gränsövergång.

Staden har fyra gränsövergångar mellan den polska och tyska sidan: en motorvägsbro och en järnvägsbro samt en vägbro i stadens centrum. Den återuppförda gång- och cykelbron i den gamla stadskärnan ligger på den plats där den medeltida Via Regia korsade Lausitzer Neisse.
Staden har ett mindre flygfält vid Żarska Wieś, omkring 10 kilometer nordost om stadskärnan, med en 800 meter lång landningsbana.

### Lokaltrafik
Mellan 1897 och 1945 fanns en spårväg mellan Görlitz centrum och de östra förstäderna. Eftersom större delen av spårvägsnätet tillhörde den tyska sidan efter kriget kom dock trafiken att ersättas med busstrafik efter 1945. Sedan 1991 finns en lokal busslinje som sammanbinder Zgorzelec med Görlitz järnvägsstation. Från busstationen finns regionaltrafik till omkringliggande landsbygd samt i riktning mot städerna Bogatynia, Lubań, Pieńsk, Węgliniec och Zawidów.

### Järnväg
Staden har två järnvägsstationer, Zgorzelec och centrumhållplatsen Zgorzelec Miasto. Från staden finns regionaltrafik i riktning mot Wrocław, Jelenia Góra, Legnica, Lubań och Węgliniec, Från stationen i angränsande Görlitz finns regionaltrafik mot Dresden respektive Cottbus.

### Vägar
Vägnätet uppgick till 57,8 kilometer år 2004. Staden ligger vid den öst-västliga europavägen E40, som på tyska sidan är skyltad som Autobahn A4 mot Dresden och Eisenach och på polska sidan som A4 mot Kraków. Landsvägen DK30 leder via Lubań och Gryfów Śląski till Jelenia Góra. DK94 leder parallellt med A4 österut mot Kraków. De regionala vojvodskapsvägarna 352 mot Bogatynia och 355 mot Zawidów sammanbinder staden med den tjeckiska gränsen söderut.

## Vänorter
- Görlitz, Sachsen, Tyskland
- Avion, Pas-de-Calais, Frankrike
- Myrhorod, Ukraina
- Naoussa, Grekland